# Marquinhos Santos
Marcos Vinícius dos Santos, meglio noto come Marquinhos Santos (Santos, 24 giugno 1979), è un allenatore di calcio brasiliano, tecnico del Arema.

## Palmarès

### Club

#### Competizioni statali
- Campionato Potiguar: 1

América de Natal: 2024
- Campionato Cearense: 1

Fortaleza: 2016
- Campionato Baiano: 1

Bahia: 2014
- Campionato Paranaense: 1

Coritiba: 2013

### Nazionale
- Campionato sudamericano di calcio Under-15: 1

Uruguay 2011